# باشگاه فوتبال کارون اروند خرمشهر
باشگاه فوتبال کارون اروند خرمشهر یک تیم فوتبال ایرانی است که در سال ۱۳۹۴ در خرمشهر تأسیس شد.
این تیم با قرار گرفتن در رتبه اول گروه ۱ مرحله دوم لیگ دسته دوم فوتبال ایران ۹۷-۱۳۹۶ به لیگ آزادگان ایران صعود کرد. تیم کارون اروند خرمشهر در تاریخ ۱۶ مرداد ۱۳۹۸ با فروش سهمیه لیگ آزادگان خود به باشگاه فوتبال خیبر خرم‌آباد به لیگ دسته دوم فوتبال ایران تنزل پیدا کرد.این تیم با انصراف از دو بازی در لیگ دسته دوم انصراف داد و به لیگ دسته سوم مرحله اول سقوط کرد و این تیم امتیازش را به تیم پویای شوش دانیال فروخت و از بین رفت و منحل شد.

## روند فصل به فصل
جدول زیر دستاوردهای باشگاه را در مسابقات مختلف نشان می‌دهد.
| فصل     | لیگ         | جایگاه       | جام حذفی       | یادداشت |
| ------- | ----------- | ------------ | -------------- | ------- |
| ۹۶–۱۳۹۵ | لیگ ۲       | ۵ام/گروه الف | یک‌سی‌ودوم نهایی |         |
| ۹۷–۱۳۹۶ | لیگ ۲       | اول/گروه الف | حضور نداشت     | صعود    |
| ۹۸–۱۳۹۷ | لیگ آزادگان | پانزدهم      | حضور نداشت     | سقوط*   |
| ۱۳۹۸–۹۹ | لیگ ۲       | سیزدهم       | حضور نداشت     | سقوط    |

*:این تیم در لیگ آزادگان پانزدهم شد و توانست در لیگ آزادگان بقا کند اما امتیازش را با داماش گیلان جابجا کرد.

## مربیان گذشته
- علی نیکبخت (۱۳۹۵)
- شهرام مهر پیما (آذر ۱۳۹۵ - اسفند ۱۳۹۵)
- علی نیکبخت (فروردین ۱۳۹۶ - خرداد ۱۳۹۶)
- محمد علوی[۴] (خرداد ۱۳۹۶ - خرداد ۱۳۹۷)
- اکبر میثاقیان[۵] (خرداد ۱۳۹۷ - آبان ۱۳۹۷)
- هومن افاضلی (آبان ۱۳۹۷ - مرداد ۱۳۹۸)
- مرتضی بچاری (مرداد ۱۳۹۸ - مرداد ۱۳۹۸)